# Possessif (cas)
Pour l'adjectif, voir Adjectif possessif.
Le cas possessif est un cas grammatical utilisé pour indiquer une relation de possession. Cependant, de très nombreuses langues ne disposent pas de cas possessif morphologiquement distinct, mais expriment la possession par des cas chargés également de l'expression d'autres fonctions syntaxiques.
Dans les langues indo-européennes qui disposent d'une déclinaison, la possession est habituellement dénotée par le génitif (par exemple en latin : liber pueri « le livre de l'enfant »). Le datif peut également prendre un sens possessif (exemple latin : puero est liber « l'enfant a un livre », littéralement « à l'enfant appartient un livre »). En allemand dialectal (alsacien notamment) ou relâché, on peut trouver des expressions telles que : dem Vater sein Hut (littéralement « au père son chapeau », c'est-à-dire « le chapeau du père »).
En finnois, la possession est indiquée par l'adessif: Minulla on kirja « j'ai un livre ».
En quenya, une langue construite imaginée par le romancier J. R. R. Tolkien, il existe une opposition entre cas génitif et cas possessif, le premier indiquant l'origine ou la partie d'un tout, le second la possession ou la matière.
L'appellation cas possessif est également d'usage assez fréquent en grammaire anglaise pour désigner la marque 's du génitif saxon (ex : the child's book « le livre de l'enfant »). Toutefois, bien qu'elle tire sa source du génitif singulier en -es du vieil anglais, il ne s'agit plus d'une véritable marque de cas en anglais moderne, mais d'un clitique invariable qui s'attache au dernier élément du groupe nominal formant complément du nom, qu'il soit ou non le possesseur (ex : the king of Spain's daughter « la fille du roi d'Espagne »).